# De Liefde (bolwerk Sloten)
De Liefde was de naam van een stellingmolen op het Amsterdamse bolwerk Sloten, niet ver van het Leidseplein. De molen is gebouwd als vervanger van een eerdere molen met dezelfde naam die op deze plek stond. De molen was in gebruik als korenmolen, en is vermoedelijk rond 1765 gebouwd. Toen bij de slechting van de stadswallen in het midden van de 19e eeuw duidelijk werd dat deze molen ook gesloopt zou gaan worden is het terrein en de opstallen verkocht aan de firma Ketjen, die er na de sloop van de molen een zwavelzuurfabriek vestigde.

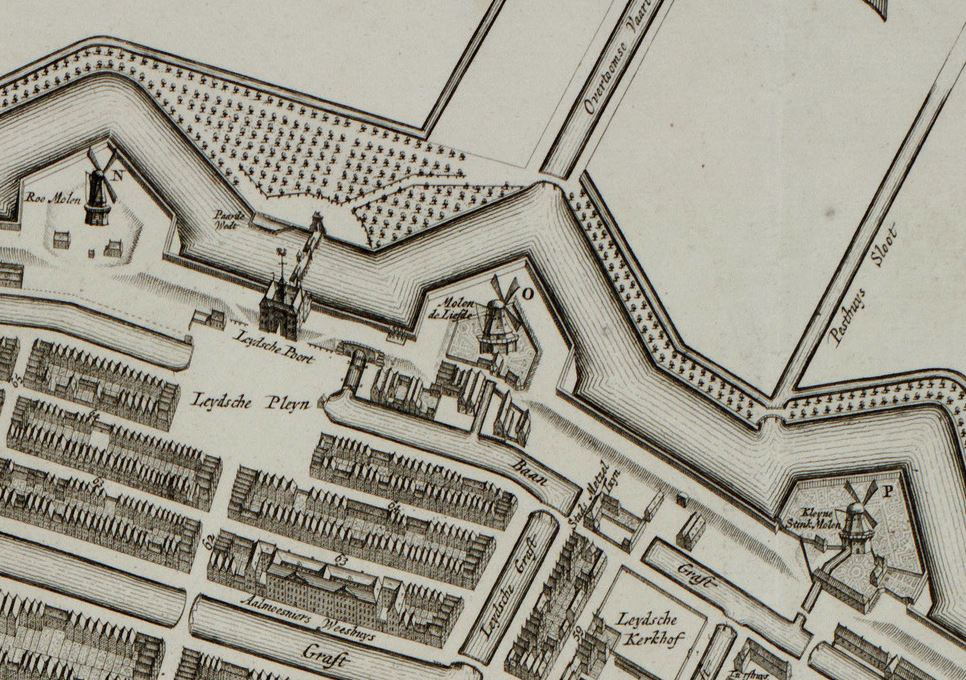
Detail van de kaart van Amsterdam van Gerrit de Broen uit 1737, met daarop het Leidseplein, en rechts daarvan De Liefde